# NGC 3222
NGC 3222 في الفهرس العام الجديد، هي مجرة، تقع في كوكبة الأسد. اكتشفت في مارس 1855 بواسطة تيودور فريدريك أوغست.

## روابط خارجية
- NGC 3222 على موقع ويكي سكاي: DSS2, SDSS, GALEX, IRAS, Hydrogen α, X-Ray, Astrophoto, Sky Map, Articles and images